# Ледовый дворец спорта (Солигорск)
«Ледо́вый дворе́ц спо́рта» (бел. «Лядо́вы пала́ц спо́рту») — спортивно-зрелищный комплекс в городе Солигорск, Белоруссия, домашняя площадка хоккейного клуба «Шахтёр» выступающего в белорусской экстралиге.
Основное назначение — проведение матчей по хоккею с шайбой, соревнований по фигурному катанию, шорт-треку и другим ледовым видам спорта.

## История
Введён в эксплуатацию 30 августа 2008 года.
В связи с церемонией открытия матч 21-го тура чемпионата Беларуси по футболу в высшей лиге (местный «Шахтёр» и новополоцкий «Нафтан») был перенесён на 31 августа.

## Характеристика
Арена Ледового дворца представляет собой универсальный спортивно-зрелищный зал с хоккейной коробкой размером 29х60 метров и трибуной на 1759 мест. Для инвалидов-колясочников построена отдельная ложа, доступ к которой обеспечивает грузопассажирский лифт. Предусмотрена возможность трансформирования хоккейной коробки в площадку для игровых видов спорта, спортивных единоборств, тенниса, тяжёлой атлетики, гимнастики, бокса, а также в сцену для проведения концертов и других зрелищных мероприятий. В этом случае укладывается покрытие, предохраняющее лёд от таяния и предотвращающее проникновения холода наружу, на котором устанавливается сборная сцена, а в партере появляется 540 дополнительных мест. Также в комплексе имеется универсальный спортивный зал размером 42х24 метра с возможностью добавления сборных трибун на 250 мест, хореографический и тренажёрные залы, медико-восстановительный комплекс с саунами и кафе. В свободное от спортивных мероприятий время ледовая площадка задействована для проведения массовых катаний на коньках.